# Клония
Клония — в древнегреческой мифологии нимфа или океанида. Согласно представлениям древних греков, океаниды — это нимфы, три тысячи дочерей титана Океана и Тефиды. Однако в некоторых источниках Клонию называют дочерью Асопа, сына Океана и Тефиды.
Клония является супругой Гириея, основателя города Гириеи в Беотии. Она же считается матерью фиванских героев и царей Никтея и Лика, рождённых от Гириея. Иногда Клония сливается или ассоциируется с плеядой Келайно, родившей от Посейдона сыновей Никтея и Лика.